# Arbios (California)
Arbios es un área no incorporada ubicada en el condado de Fresno en el estado estadounidense de California.

## Geografía
Arbios se encuentra ubicada en las coordenadas 36°46′36″N 120°23′53″O / 36.77667, -120.39806.